# Esther Cohen
Esther Cohen Dabbah (Ciudad de México, 3 de octubre de 1949) es una escritora e investigadora mexicana. Estudió la licenciatura en Letras Modernas en la UNAM y es especialista en Semiótica por la Universidad de Boloña, donde fue asesorada por el académico y novelista Umberto Eco . Actualmente ejerce como investigadora titular "C" en el Instituto de Investigaciones Filológicas de la Universidad Nacional Autónoma de México, además de ser la directora del Centro Educativo del Museo Memoria y Tolerancia, en la Ciudad de México.

## Obra académica (Libros y traducciones)
Los trabajos de investigación de la Dra. Cohen han aportado nuevos elementos a la historia de los procesos interpretativos de la modernidad. En su libro La palabra inconclusa, editado por vez primera bajo el sello de la UNAM en 1991 (Taurus / UNAM, 1994, 4ª ed., 2005, traducido al francés en 2007) logró despertar el interés, en particular en el medio latinoamericano, por el pensamiento místico judeomedieval. Su aportación radica en la capacidad de dar cuenta de la influencia y el destino que el pensamiento judeocabalístico ha tenido en la filosofía y la crítica literaria modernas; siguiendo su trayectoria a lo largo de la filosofía renacentista y su paso por el romanticismo y el surrealismo, hasta llegar a autores como Roland Barthes, Umberto Eco y, concretamente, al filósofo Jacques Derrida y su deconstrucción. La autora profundiza en este tema en la serie de ensayos reunidos en El silencio del nombre, editado en 1999 (traducido al francés por Éditions Des Femmes-Antoine Fouque en 2007, con una nueva edición argentina-mexicana de Ediciones Godot / UNAM en 2016). En este mismo contexto la Dra. Cohen elaboró, por encargo de CONACULTA, una antología del libro más importante de la cábala medieval, Zohar, para la cual realizó la selección del material, escribió la introducción y notas, además de realizar la traducción en colaboración con Ana Castaño, colega del Centro de Poética. De esta edición de 1994 se desprende una segunda reimpresión en 1998 y una tercera en 2010, con un tiraje total de 16,000 ejemplares. Por otra parte, el libro se publicó en una versión para España en la editorial Editorial Azul, de Barcelona, en 1999, en acuerdo con CONACULTA.
Dentro de la misma área de interés, coordinó un número de la revista Acta Poética sobre Cábala y Deconstrucción (1989), con artículos de los pensadores más destacados en la materia como Gershom Scholem, Moshe Idel, Irving Wohlfarth, Paul de Man, Geoffrey Hartman y Harold Bloom. Este número de la revista se agotó y ha sido publicado de nuevo como libro bajo el título Cábala y Deconstrucción (Barcelona, Editorial Azul, 1999) y 10 años más tarde se publicó como libro en México bajo el sello de la UNAM (IIFL, 2009). El silencio del nombre (Anthropos / Fundación Eduardo Cohen, Barcelona, 1999 y UNAM / Ediciones Godot, Buenos Aires, 2016) da continuidad a este periodo de su producción marcado por el interés en el pensamiento judío asociado a la modernidad y, en concreto, a la función del nombre propio. Podría decirse que este libro cierra una primera etapa de su pensamiento, pero a la vez prefigura su interés por fenómenos de exclusión social, tanto en ámbito de la literatura como en la filosofía, las ciencias políticas, la historia y la sociología. El impacto de las aportaciones sustantivas en el campo de la mística judía se pueden observar en la cantidad de ediciones de los libros mencionados y, por otro lado, en la internacionalización que sus libros y artículos han ido adquiriendo con el paso de los años.
Siguiendo estás líneas de trabajo, su libro Con el diablo en el cuerpo. Filósofos y brujas en el Renacimiento, resultado de una estancia de investigación en la Universidad de Jerusalén en 1992, explora un momento crucial que marca el surgimiento de la modernidad en términos de barbarie y cultura, es decir, el Renacimiento. Con el diablo en el cuerpo… tuvo una extraordinaria difusión nacional e internacional: editado por Taurus / UNAM (2003, 2013), traducido al francés, Lignes (París, 2004), prologado por Enzo Traverso; traducido al italiano (Ombre Corte Verona, 2005, Il Giornale / Biblioteca Breve, Milán, 2006, con un tiraje extraordinario de 100,000 ejemplares). En este libro, el esplendor filosófico y pictórico renacentista es leído frente a su contraparte: la persecución de las brujas, planteando así el problema de las exclusiones y de la necesidad de una “memoria de los vencidos” en el sentido en que lo plantea Walter Benjamin. A partir de este trabajo, vemos claramente una inclinación intelectual en la obra de la Dra. Cohen hacia problemas de la alteridad, memoria y exclusiones. La famosa frase de Walter Benjamin: “No existe documento de cultura que no sea al mismo tiempo documento de barbarie”, marcará de allí en adelante sus investigaciones. No se trata de trabajos aislados o independientes, sino de una línea muy clara —íntimamente ligada a preocupaciones éticas— que se manifiesta en formas diversas. Prueba de lo anterior es su siguiente obra, Los narradores de Auschwitz. Mucho se ha escrito sobre los campos de concentración nazis desde las más diversas disciplinas de análisis; sin embargo, como estudiosa de la literatura, en su libro Los narradores de Auschwitz (Lilmod/Fineo, Argentina /México, 2006; traducido al francés por la editorial de L’ [[Université de Montréal]], 2010 y Paidós, México, 2010), Esther Cohen centró ante todo su interés en la relación entre testimonio y narración, entre testigo y ficción en la literatura de los campos. Se trata de su mayor trabajo sobre memoria e historia en relación con la literatura y en cómo esta última puede convertirse en una evidencia tan sobrecogedora como el que recoge la historiografía. En este sentido, historia y narración se vuelven una para dar cuenta de la barbarie del siglo XX. Sus textos se citan en producción académica de países como México, Argentina, Colombia, Brasil, Francia e Italia.

## Docencia
Desde 1975, Esther Cohen ha sido profesora en el Colegio de Letras Modernas de la Facultad de Filosofía y Letras de la UNAM. Durante más de 30 años, ha impartido la asignatura “Metodología de la crítica” y, a partir de 2004, es profesora del posgrado en la misma Facultad. Ha impartido además cursos y conferencias en diversas Universidades de Francia, Italia, Estados Unidos y Argentina (Paris VII, La Sorbonne Nouvelle; Nápoles, Siena, Turín; Washington y California; Buenos Aires y Córdoba). Han sido 41 años de labor docente en los que ha inculcado el pensamiento crítico a sus alumnos. A su regreso de Italia, en los años ochenta, trajo consigo libros y artículos inéditos en español, que ilustraban la vanguardia de la teoría literaria europea y la compartió con sus alumnos, en algunos casos con sus propias traducciones. Desde entonces procuró la visita de importantes académicos a la UNAM y en virtud de esta labor consiguió la visita de Umberto Eco a la que siguió una extensa lista de personalidades. Más allá de ser escuchados por los estudiantes, Cohen ha hecho posible un diálogo directo entre jóvenes alumnos y figuras consagradas de la academia internacional. Esther Cohen entiende la labor docente como un ejercicio integral en donde las clases, las asesorías y las tesis dirigidas (que suman más de 26), se completan con la formación de recursos humanos a través de los proyectos que ha dirigido en estos últimos 16 años. Muchos de los estudiantes que participaron en dichos proyectos se encuentran ya inscritos en la vida académica institucional.

## Becas, posgrados y premios
Esther Cohen ha recibido diversas becas desde 1974, cuando cursaba sus estudios de licenciatura en Letras Inglesas en la FFyL de la UNAM. Entre ellas destacan la beca DGAPA para realizar estudios de Posgrado en Bolonia, Italia (1979-1982), la beca Fulbright, para una estancia de investigación en la Universidad de Columbia (1988) y la beca de la Fundación Rockefeller, para una estancia de trabajo en Bellagio, Italia (1996). A partir de 1992, Esther Cohen pertenece al Sistema Nacional de Investigadores del CONACYT y actualmente tiene el nivel III. En el Programa de Primas al Desempeño del Personal Académico de Tiempo Completo (PRIDE) ocupa el nivel D. En siete ocasiones, ha recibido el Reconocimiento a sus Servicios Académicos por parte de la UNAM. En 2010 se le otorgó el Premio Universidad Nacional en el área de Investigación en Humanidades y el Premio Manuel Levinsky, auspiciado por la Asociación de Periodistas y Escritores Israelitas de México.

## Obra

### Libros de autoría
- Adaptación de La hija del judío de Justo Sierra O’Reilly, SEP/Promexa, México, 1981.
- Ulises o la crítica de la vida cotidiana, UNAM, México, 1983.
- Ulises o la crítica de la vida cotidiana (2° ed.), UNAM, México, Colección “Primeros 100 años”, 1983.
- La cicatriz y la pasión: el monólogo de Molly Bloom, UAM, México, 1985. (cuaderno)
- La palabra inconclusa. Siete ensayos sobre cábala, IIFL-UNAM, México, 1991.
- La palabra inconclusa (versión aumentada), Taurus / UNAM, México, 1994.
- La palabra inconclusa. Siete ensayos sobre cábala, UNAM, México, 2005.
- La palabra inconclusa. Siete ensayos sobre cábala, UNAM, México, 2015 (200 ejemplares).
- El silencio del nombre, Anthropos/Fundación Eduardo Cohen, Barcelona, 1999.
- Le silence du nom et autres essais, Des Femmes, Paris.
- El silencio del nombre, Ediciones Godot/UNAM, Argentina/México, 2015. ISBN 9789874086044.
- Con el diablo en el cuerpo. Filósofos y brujas en el Renacimiento, Taurus/UNAM, México, 2003.
- Le corps du diable (prefacio de Enzo Traverso), Lignes, Éditions Léo Scheer, Paris, 2004.
- Con il diavolo nel corpo, Ombre Corte, Verona, 2005.
- Con il diavolo in corpo, Il Giornale, “biblioteca breve” , Milán, 2006 (100.000 ejemplares).
- Con el diablo en el cuerpo. Filósofos y brujas en el Renacimiento (prefacio de Enzo Traverso), Taurus/UNAM, México, 2013. Realizado con el apoyo del proyecto PAPIIT ID400312-3, “El pensamiento crítico de Walter Benjamin. Afinidades en tiempos de oscuridad”. IIFL-UNAM.
- Con el diablo en el cuerpo. Filósofos y brujas en el Renacimiento, Penguin Random House Mondadori, 2017.
- Los narradores de Auschwitz, Lilmod/Fineo, Argentina/México.
- Los narradores de Auschwitz (2ª ed.) Fineo, México, 2006.
- Les narrateurs d’ Auschwitz, en traducción, con el apoyo de la beca traducción de obra original a lengua extranjera PROTRAD del FONCA y la edición de la L’ Université de Montréal, agosto de 2010.
- Los narradores de Auschwitz (nueva edición revisada), Paidós, México, octubre de 2010.

### Libros editados
- Aproximaciones. Lecturas del texto, Esther Cohen (ed.), IIFL-UNAM, México; (2ª ed.) UNAM-IIFL, 2005.
- De filósofos, magos y brujas, Esther Cohen y Patricia Villaseñor (eds.), Edisur, España;
- De filósofos, magos y brujas, E. Cohen y P. Villaseñor (ed.), UNAM-IIFL Centro de Poética, México, septiembre de 2009 [reedición como libro de Acta Poética no. 17; colección Bitácora de Poesía, no. 6].
- Cábala y deconstrucción, Esther Cohen (ed.), Edisur, España.
- Lecciones de extranjería. Una mirada a la diferencia, Esther Cohen y Ana María Martínez de la Escalera (eds.), Siglo XXI / IIFL.
- Enzo Traverso, Cosmópolis. Figuras del exilio judeo-alemán, Esther Cohen y Silvana Rabinovich (eds.), IIFL-UNAM, México, 2004 [Colección Ejercicios de memoria].
- Martine Leibovici, Hannah Arendt y la tradición judía. El judaísmo a prueba de la secularización, Esther Cohen y Silvana Rabinovich (eds. y trads.), IIFL-UNAM, México, 2005 [Colección Ejercicios de memoria].
- Jacques Derrida. Pasiones institucionales, Tomos I y II, Esther Cohen, (ed.), UNAM-IIFL, México, 2007 [Colección Ejercicios de memoria].
- Lecturas levinasianas, Esther Cohen y Silvana Rabinovich (eds.), UNAM-IIFL, México, 2008 [colección Ejercicios de memoria].
- De memoria y escritura, Esther Cohen y Ana María Martínez de la Escalera (eds.), UNAM-IIFL, México, 2008 [colección Ejercicios de memoria].
- Cábala y deconstrucción, Esther Cohen (ed.), UNAM-IIFL Centro de Poética, México, septiembre de 2009. Reedición como libro de Acta Poética no. 9-10.
- Walter Benjamin. Fragmentos críticos. Libro electrónico, PAPIIT, PAPIME E INFOCAB, alojado en la siguiente dirección electrónica: http://www.libros.unam.mx/oa/
- Walter Benjamin. Resistencias minúsculas, Esther Cohen (ed.), Godot-UNAM, 2015.
- Glosario Walter Benjamin. Conceptos y figuras, realizado con el apoyo del proyecto PAPIIT ID400312-3, “El pensamiento crítico de Walter Benjamin. Afinidades en tiempos de oscuridad”. IIFL-UNAM.

### Libros traducidos
- Paolo Rossi, Claves Universales. El arte de la memoria y la lógica combinatoria de Lulio a Leibniz, México, FCE, 275 pp.
- Armando Saitta, Guía a la historia y a la historiografía, México, FCE, 298 pp.
- Zohar (selección, notas y traducción del inglés y francés), México, CONACULTA, 189 pp; 1994 (3 000 ejemplares); CONACULTA, 1998 (2.ª edición, 3 000 ejemplares); 1.ª edición en España, Edisur, 1999; CONACULTA, 2002, (3.ª reimpresión); CONACULTA, 2010 (10,000 ejemplares).
- Umberto Eco y Carlo Maria Martini, ¿En qué creen los que no creen?, México, Taurus, 114 pp.; Decimosexta reimpresión, marzo de 2011, 114 pp.
- Co-traducción con Patricia Villaseñor. Irving Wohlfarth, Hombres del extranjero. Walter Benjamin y el Parnaso judeoalemán, México, Taurus, 1999, 173 pp.
- Jacques Derrida, Palabras de agradecimiento. Premio Adorno, México, IIFL-UNAM, Colección “Ejercicios de memoria”, 55 pp.
- Co-traducción con Silvana Rabinovich. Irving Wohlfarth, La especie humana puesta a prueba en los campos. Reflexiones sobre La especie humana de Robert Antelme, México, IIFL-UNAM, Colección “Ejercicios de memoria”, 88 pp.
- Co-traducción con Silvana Rabinovich. Martine Leibovici, Hannah Arendt y la tradición judía, Colección “Ejercicios de memoria”, México, IIFL-UNAM, 97 pp.